# Cleveland Abbe
Cleveland Abbe, född 3 december 1838 i New York, död 29 december 1916 i Chevy Chase, Maryland, var en amerikansk meteorolog och astronom, ansedd som den egentlige skaparen av USA:s vädertjänst Weather Bureau.
Efter studier vid University of Michigan och Harvard University samt arbete vid Pulkovo-observatoriet var han 1868–1873 föreståndare för Cincinnatis observatorium och fann då på att utfärda dagliga väderprognoser för Ohio, vilket blev initiativ till inrättandet av USA:s meteorologiska centralanstalt i Washington Han blev professor där 1891 (efter tjugoårig anställning som meteorolog vid signaltjänsten) och var 1886–1910 professor vid Columbian College (från 1904 George Washington University) i Washington, samt från 1896 föreläsare vid Johns Hopkins University i Baltimore. Han utgav 1892–1909 meteorologiska centralanstaltens månadsrevy och därefter dess bulletin. Han ledde expeditioner för iakttagelse av solförmörkelser 1869 och 1878. Han var initiativtagare till att räkna den borgerliga tiden från Greenwichs meridian. År 1912 tilldelade brittiska Royal Meteorological Society honom sin guldmedalj, Symons Gold Medal.